# Hindustan Times
Hindustan Times es un periódico de la India publicado en inglés.

## Descripción
Fundado en 1924 por Sunder Singh Lyallpuri y con sede en Nueva Delhi, el periódico está escrito en inglés, tratándose de uno de los más leídos del país en este idioma. Hacia 2015 imprimía alrededor de 1,3 millones de ejemplares diariamente.